# Telion
O Telion® é uma evolução das lousas digitais, se caracterizando como uma interface interativa para sala de aula. 

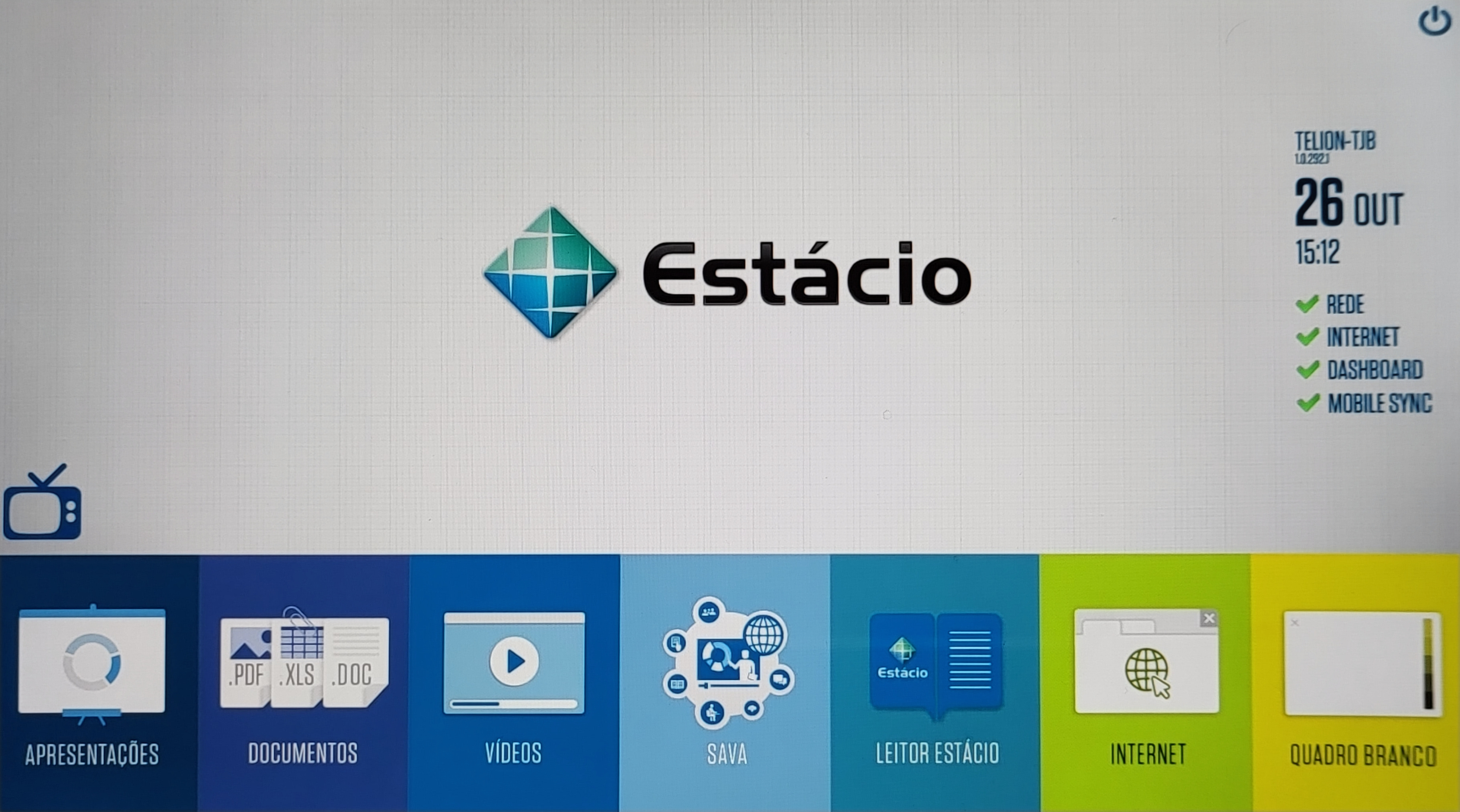
Interface principal ao ligar o equipamento

Suas características principais são facilidade de uso, dispensando o treinamento do professor, a união em um só lugar de todo o conteúdo didático da universidade e a capacidade de enviar e receber informações automaticamente a partir dos celulares dos alunos, o que facilita a troca de conteúdos em sala de aula. 
O projeto foi financiado pela FINEP em dezembro de 2013. Em 2014 foram produzidas as primeiras unidades no laboratório de P&D da Estácio®. No ano de 2015 foi produzido um lote pioneiro de 100 unidades que foram instaladas em 100 salas de aula em várias cidades brasileiras. Celebrou-se um acordo de cooperação tecnológica para sua evolução com Intel, Samsung, Microsoft e CISCO.
O projeto foi um dos responsáveis para que a Estácio fosse eleita como uma das empresas mais inovadoras do Brasil em 2015.

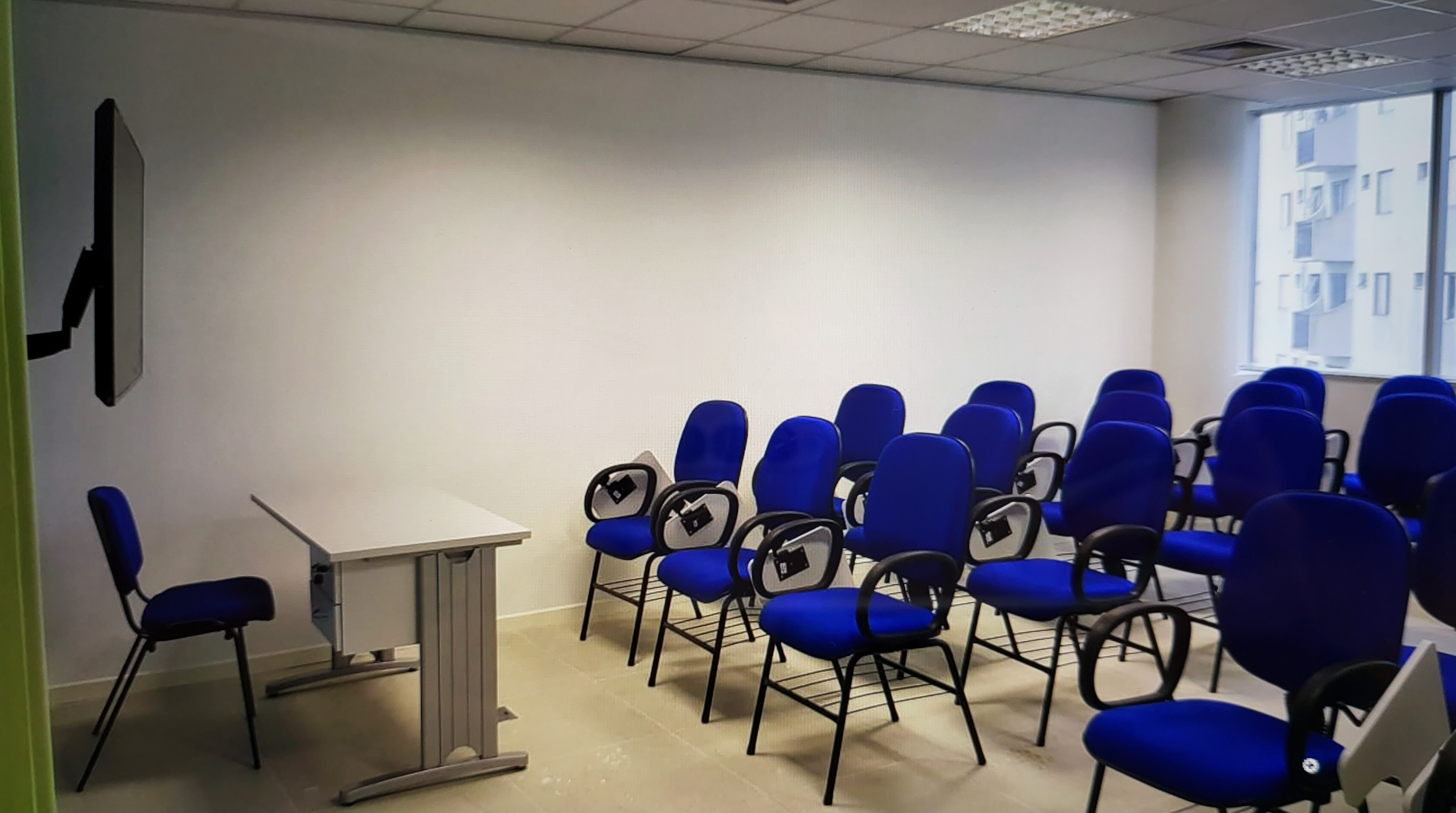
Telion instalado em uma sala de aula de pequeno porte no campus Conceição em SP.

A titularidade da invenção é da Sociedade de Ensino Superior Estácio de Sa. O pedido de depósito de patente PCT é número WO2015188239. O principal inventor é Thiago Sousa Guimaraes Peixoto, que também foi o líder do projeto e responsável pelas instalações. Por ter sido um projeto pioneiro, o inventor esteve em Suwon - Coréia do Sul para efetuar transferência para Samsung e discutir desafios de produção em escala com a finalidade de acelerar o desenvolvimento.
O projeto teve a aprovação de um novo financiamento pela FINEP em 2015 para introdução da inovação no mercado, com a produção de 2.000 unidades. No entanto o projeto foi cancelado no início de 2016 com a mudança da Diretoria de Inovação da Estácio em virtude de uma negociação da empresa com a Kroton.
O Telion® encontra-se em domínio público e livre para exploração desde 2018.
1. ↑  TEMPO, O. (20 de junho de 2015). «Máquina faz aluno se sentir protagonista». Cidades (em inglês). Consultado em 21 de outubro de 2019
2. ↑  Paraná, Jornal Bem. «Melhor do ano - Empresas e Empresários - Bem Paraná». www.bemparana.com.br. Consultado em 21 de outubro de 2019
3. ↑  «Portal Brasil Engenharia | Novo campus da Estácio em São Paulo será o primeiro do grupo 100% equipado com salas de aula do futuro». www.brasilengenharia.com. Consultado em 21 de outubro de 2019
4. ↑  «Estácio é uma das empresas mais inovadoras do Brasil». Amazonas Notícias. 10 de julho de 2015. Consultado em 21 de outubro de 2019
5. ↑  «Espacenet - Bibliographic data». worldwide.espacenet.com. Consultado em 21 de outubro de 2019
6. ↑  Line, A. TARDE On. «Para conectar alunos, rede de ensino precisa se tornar amigável à tecnologia». Portal A TARDE. Consultado em 21 de outubro de 2019